# Trancoso (Bahia)

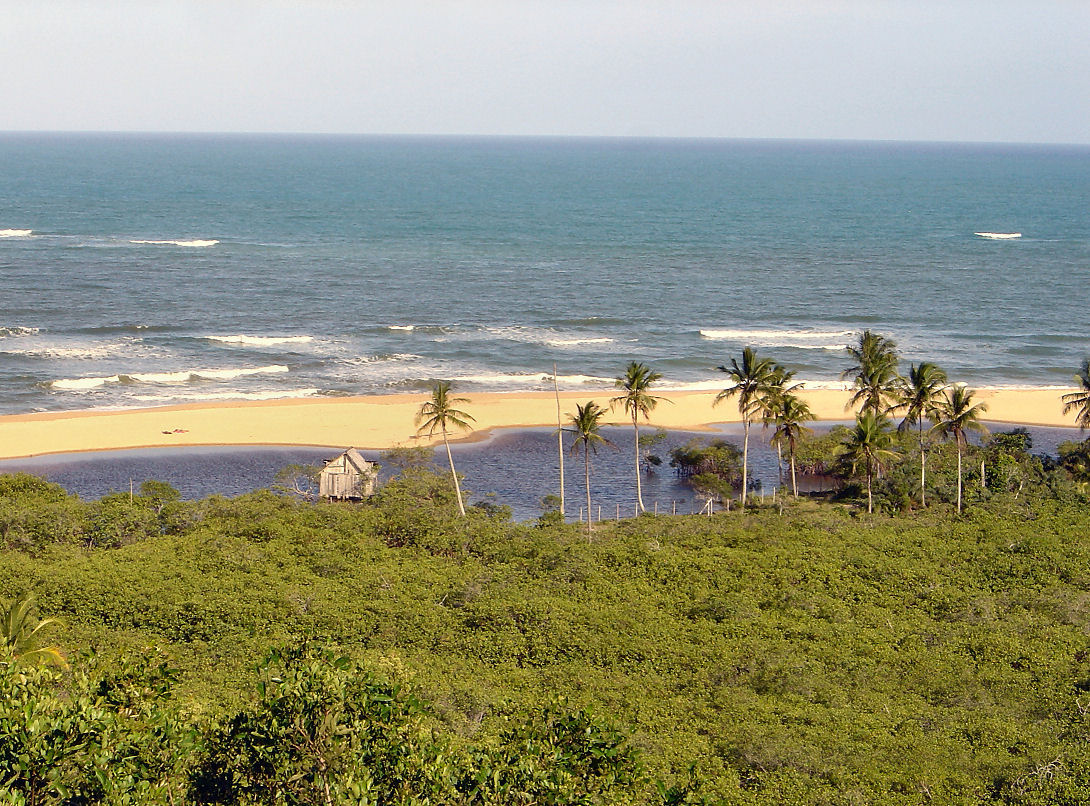
Spiaggia a Trancoso

Trancoso è un distretto nella municipalità di Porto Seguro nello stato di Bahia, Brasile.
La regione, fu un punto di approdo dell'esploratore portoghese Pedro Álvares Cabral in Brasile il 22 aprile 1500.
Fu fondata da preti gesuiti nel 1583 con il nome di São João Baptista dos Indios (San Giovanni Battista degli indios).

## Spiagge
- Praia do Espelho (Spiaggia dello specchio)
- Praia dos Coqueiros (Spiaggia degli alberi di palma)
- Praia da Pedra Grande (Spiaggia della grande pietra)
- Praia dos Nativos (Spiaggia dei nativi)